# Kirikou i dzikie bestie
Kirikou i dzikie bestie (fr. Kirikou et les bêtes sauvages, ang. Kirikou and the Wild Beasts) – francuski film animowany z 2005 roku w reżyserii Michela Ocelota i Bénédicte'a Galupa. W latach 2009–2010 często emitowany na antenach kanałów Polsat, Polsat Film i TV4 z dubbingiem. Kontynuacja filmu animowanego Kirikou i czarownica z 1998 roku.

## Fabuła
Kirikou to chłopiec z afrykańskiej wioski. Mimo że jest dzieckiem, często pomaga mieszkańcom swojej osady. Kirikou zostaje ogrodnikiem, kupcem, podróżnikiem, poetą, a nawet doktorem.

## Obsada
- Pierre-Ndoffé Sarr – Kirikou
- Awa Sene Sarr – Karaba
- Robert Liensol – Dziadek
- Marie-Philomène Nga – Matka
- Emile Abossolo M’Bo – Wujek

### Wersja polska
Opracowanie: GMC Studio

Tekst: Maria Etienne, Reżyseria i udźwiękowienie: Krzysztof Nawrot,
Postaciom głosu użyczyli:
- Anna Maria Buczek – Mama Kirikou
- Joanna Domańska – Kirikou
- Dorota Lanton – Mama jednego z dzieci, wykonanie piosenek
- Joanna Pach
- Edyta Torchan
- Andrzej Chudy – Mężczyzna, Dziadek, lektor tyłówki
- Mirosław Wieprzewski – Wujek, Pomocnik Karaby